# Holocnemus caudatus
Holocnemus caudatus är en spindelart som först beskrevs av Dufour 1820.  Holocnemus caudatus ingår i släktet Holocnemus och familjen dallerspindlar. Inga underarter finns listade i Catalogue of Life.